# Mátalos suavemente
Mátalos suavemente es una película estadounidense de acción dirigida por Andrew Dominik y protagonizada por Brad Pitt estrenada en 2012. La película se basa en la novela escrita por George V. Higgins, Cogan's Trade.

## Sinopsis
Dos ex-convictos no demasiado brillantes y de poca monta son contratados para asaltar una lucrativa partida ilegal de póker. Las culpas recaerán sobre el organizador del juego y los ladrones podrán empezar una nueva vida. Por desgracia, el dinero robado pertenece a la mafia, que se pone en contacto con el investigador y sicario profesional Jackie Cogan para encontrar a los culpables.

## Producción
La película es escrita y dirigida por Andrew Dominik. El proyecto fue anunciado por primera vez en noviembre de 2010 cuando se confirmó que se había establecido contacto con Brad Pitt para el papel principal. Pitt se unió al proyecto al mes siguiente, y la producción comenzó en Luisiana en marzo de 2011. El resto del reparto fue elegido en 2011.
La preproducción comenzó en Luisiana en enero de 2011, y la filmación comenzó en marzo de 2011.

## Lanzamiento
Se estrenó en 2012.
The Weinstein Company distribuyó la película en los Estados Unidos y Canadá.

## Reparto
- Brad Pitt es Jackie Cogan, el hombre que contrata la mafia.
- Richard Jenkins es el abogado, intermediario entre Jackie Cogan y la mafia.
- James Gandolfini es Mickey, un viejo amigo de Jackie al cual el mismo Jackie llama para que lo ayude a asesinar a uno de los ladrones.
- Ray Liotta es Markie Trattman.
- Scoot McNairy es Frankie, uno de los dos tontos que realiza el robo.
- Ben Mendelsohn es Russell,  el otro que realiza el robo.
- Sam Shepard es Dillon.
- Vincent Curatola es Johnny Amato, Ardilla.
- Max Casella es Barry Caprio.
- Trevor Long es Steve Caprio.